# 小星星变奏曲

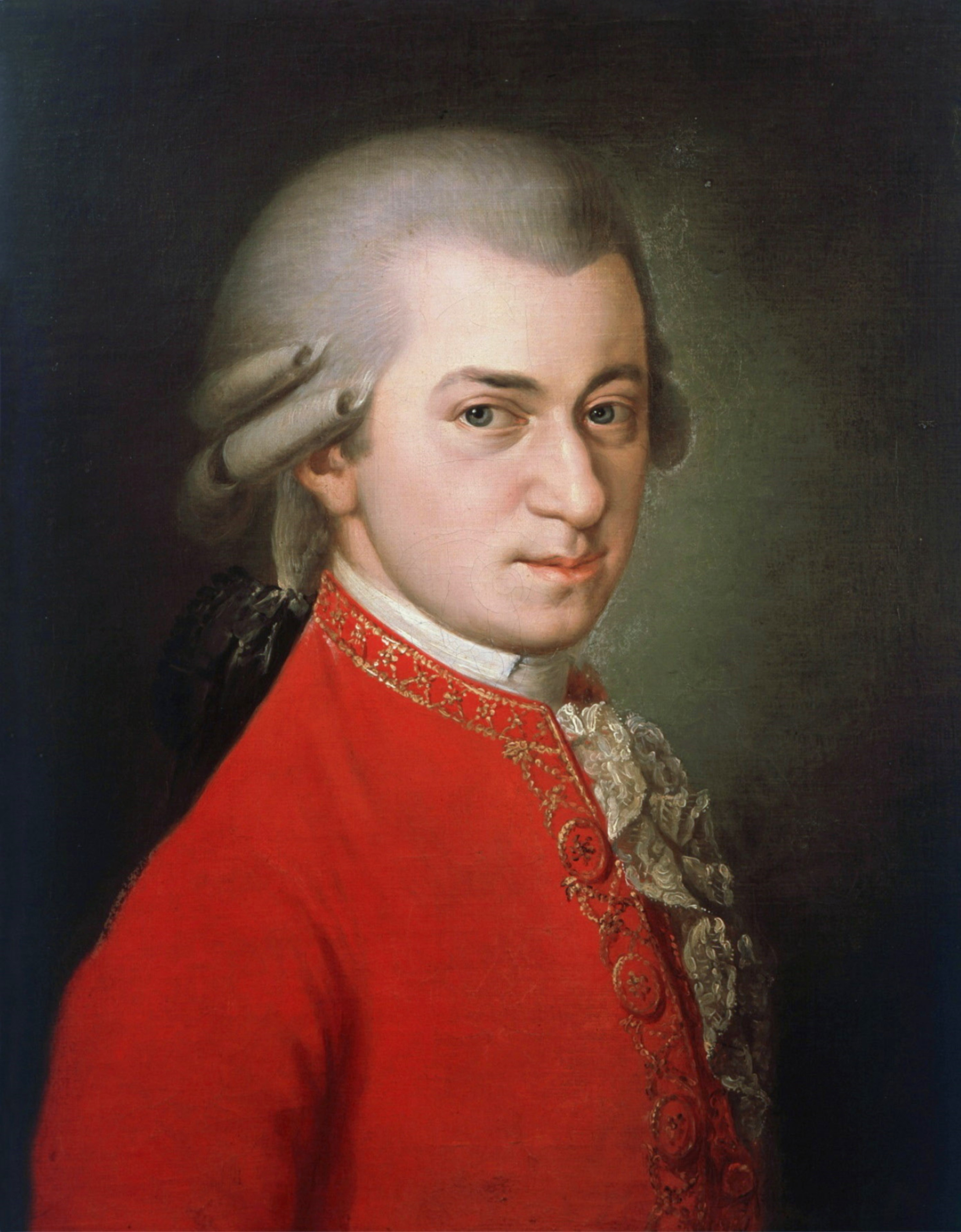
莫扎特

法国歌曲《妈妈请听我说》12段变奏曲（K.265/300e），俗称小星星變奏曲，是莫扎特在25歲左右（1778年）创作的钢琴變奏曲作品。作品由法國民歌"Ah! vous dirai-je, maman"（哦，讓我告訴你，媽媽）的十二段變奏組成。法国民歌原旋律首次出现于1761年，并被用作许多儿歌，如《一闪一闪亮晶晶》、《字母歌》、《黑绵羊咩咩叫》等。

## 分析
本曲是为钢琴独奏所创作，包含13段落：第一段落为主题，接下来是变奏1到12。原谱中仅有变奏11和12有节奏指示，分别为柔板（Adagio）和快板（Allegro）。
本曲由主题呈示部及其12个变奏构成。曲子全长约8到9分钟。
主题
主题的提示部分。与现在所流行的《小星星》相比仍增加了不少装饰音。
第1变奏
16分音符以及半音阶的巧妙导入，衬托出一种华丽的效果。
第2变奏
左手沉重的回旋音在这个快速段落中登场。
第3变奏
右手的琶音奏出美丽的音色。
第4变奏
左手跨10度的演奏很需要技巧。给人一种反复无常的气氛。
第5变奏
这里重新回归宁静。轻快的音符中混入了一部分不协和音，进一步烘托出小巧玲珑的气氛。
第6变奏
以左手快速演奏开始的段落，右手为主旋律。途中左右手更替，右手变为快速段落。
第7变奏
右手以一个八度的音阶开始，雄壮的感觉油然而生。
第8变奏
转调为C小调，流露出一种庄严的小调气氛。
第9变奏
转回C大调。轻快的音符响彻四方。
第10变奏
双手交叉弹奏。和声非常丰满。
第11变奏
速度变为柔板。也有部分加入了主题的旋律。柔缓温和的氛围。起最终变奏前徐缓乐章的作用。（此为莫扎特常用作曲手法）
第12变奏
变为3拍子。左手以快速段落开始，速度非常快。最后以大跨度的渐强结束。

## 外部連結
- 小星星变奏曲：国际乐谱典藏计划上的乐谱